# Užice
Užice (în sârbă Ужице, pronunțat [ûʒit͡se] ⓘ) este un oraș și centrul administrativ al districtului Zlatibor din vestul Serbiei. Este situat pe malul râului Đetinja. Conform recensământului din 2011, orașul a avut o populație de 59.747, în timp ce comuna a avut 78.040 de locuitori.  

## Istorie

### Epoca antică
Regiunea înconjurătoare Užice a fost locuită de către iliri, în special de triburi de parthini și de autariati, ultimii de influență celtică. Mormintele lor au fost descoperite în toată regiunea. În secolul al III-lea î.Hr., scordiscii s-au răspândit foarte mult după invazia galică a Europei de Sud-Est. Regiunea a fost cucerită de Imperiul Roman în 168 î.Hr. și a fost organizată ca provincia Illyricum în 32-27 î.Hr. și, după anul 10 d.Hr., ca provincia Dalmația. Municipium Capedunum a existat aici în perioada romană; numele său indicând o origine celtică (dun, cetate), similar cu numele orașului antic Singidunum, unde se află actualmente capitala Serbiei, Belgrad.

### Evul Mediu
Slavii s-au stabilit în regiune încă din anii 520, când triburile slave au jefuit Imperiul Roman de Răsărit; în timpul stăpânirii lui Iustinian I (527–565), până la 100.000 de slavi au atacat zone din sudul orașului Thessalonica. Regiunea Drina županija a aparținut dinastiei Vlastimirović când aceștia au fondat Principatul medieval al Serbiei, primul stat sârb. Peste Drina, în Bosnia, armata lui Časlav a luptat împotriva maghiarilor invadatori în anii 950. Regiunea a fost anexată de Imperiul Bizantin după 969, devenind parte a Catepanatului de Ras. Mai târziu, zona din jurul orașului a devenit parte a themei Sirmium. 

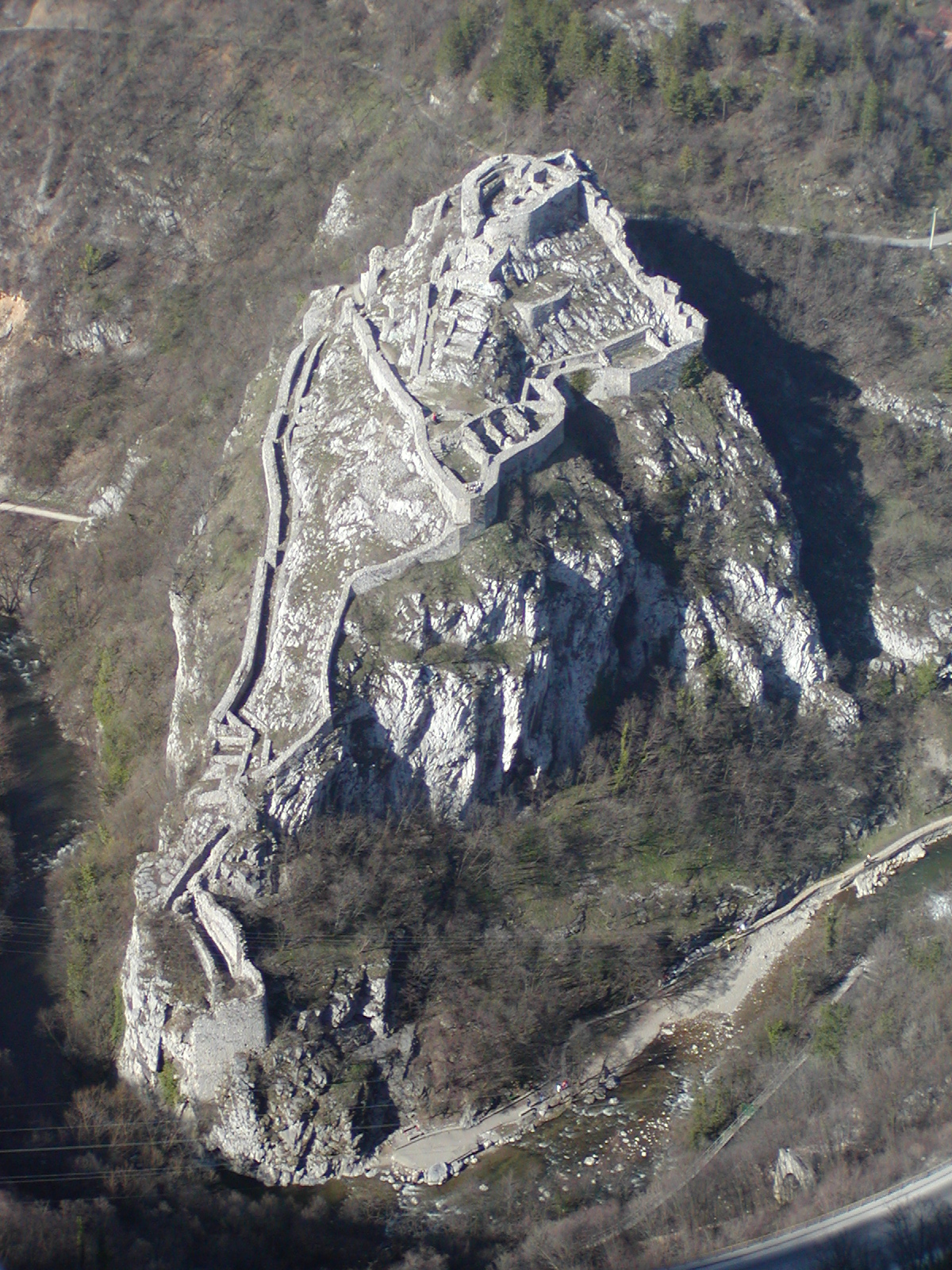
Stari Grad (Orașul vechi),
Castel fortificat construit în anii 1300 de nobilul sârb Nikola Altomanović

Regiunea ar fi putut reveni în mâinile sârbilor în anii 1040 în timpul revoltei împotriva Imperiului Roman de Est, condusă de Ștefan Vojislav, fondatorul dinastiei Vojislavljević. În 1083, Vukan al Rasciei și fratele său, Marko, au fost numiți prinți vasali în Rascia (Rașca). În 1091, Vukan a devenit independent față de stăpânirea bizantină, în timp ce Doclea (până în acest moment, cel mai puternic principat sârb și situat la sud-vest) s-a prăbușit încet, ajungând în cele din urmă sub conducerea Rasciei. 
Marele Principat Sârbesc a rămas în mâinile dinastiei Vukanović până când o altă linie a aceleiași dinastii a fost stabilită de Manuel I Komnenos (domnie 1143–1180). Zavida, despre care se crede că a fost un frate al prințului Uroš II și al ducelui Desa, a fugit după ce a încercat să obțină un apanaj sau tronul în sine. Patru fii ai lui Zavida au împărțit principatul între ei, fiecare având câte o česti (parte): Stracimir, župan al oblastului Morava de Vest, a condus teritoriul din jurul orașului Užice.
Când regele Dragutin din casa Nemanjić a abdicat în favoarea fratelui său Milutin, el a păstrat controlul regiunii Užice și i-a fost data regiunea Mačva de către regele maghiar, cu care a format Regatul Srem. După ce regele Dragutin a murit, pământurile sale au fost anexate Serbiei. Vechea Cetate de pe deal a fost fondată la mijlocul secolului al XIV-lea. După moartea țarului Ștefan Uroș al IV-lea, în perioada cunoscută sub numele de „căderea Țaratului Sârb”, Užice a intrat sub controlul lui Vojislav Vojinović, un nobil aflat în slujba împăratului Ștefan Uroș al V-lea cel Slab. Când Vojislav a murit, nepotul său Nikola Altomanović a controlat regiunea. Când Uroš a murit fără copii, foștii stăpâni imperiali ai provinciei au început să se lupte între ei Lazăr Hrebeljanović și Tvrtko I din Bosnia l-au învins pe Nikola Altomanović și și-au împărțit ținuturile între ei. Nikola a fost orbit în cetate, la ordinul lui Stefan Music. Užice a ajuns sub controlul lui Lazar, apoi a aparținut Despotatului Serbiei sub conducerea fiului său, Stefan Lazarević. 

### Perioada otomană
Užice a căzut în fața turcilor otomani în 1463 și a făcut parte din Sangeacul Semendria până în 1807, când a fost eliberat de revoluționarii sârbi în timpul primei răscoale sârbe. 

### Serbia modernă

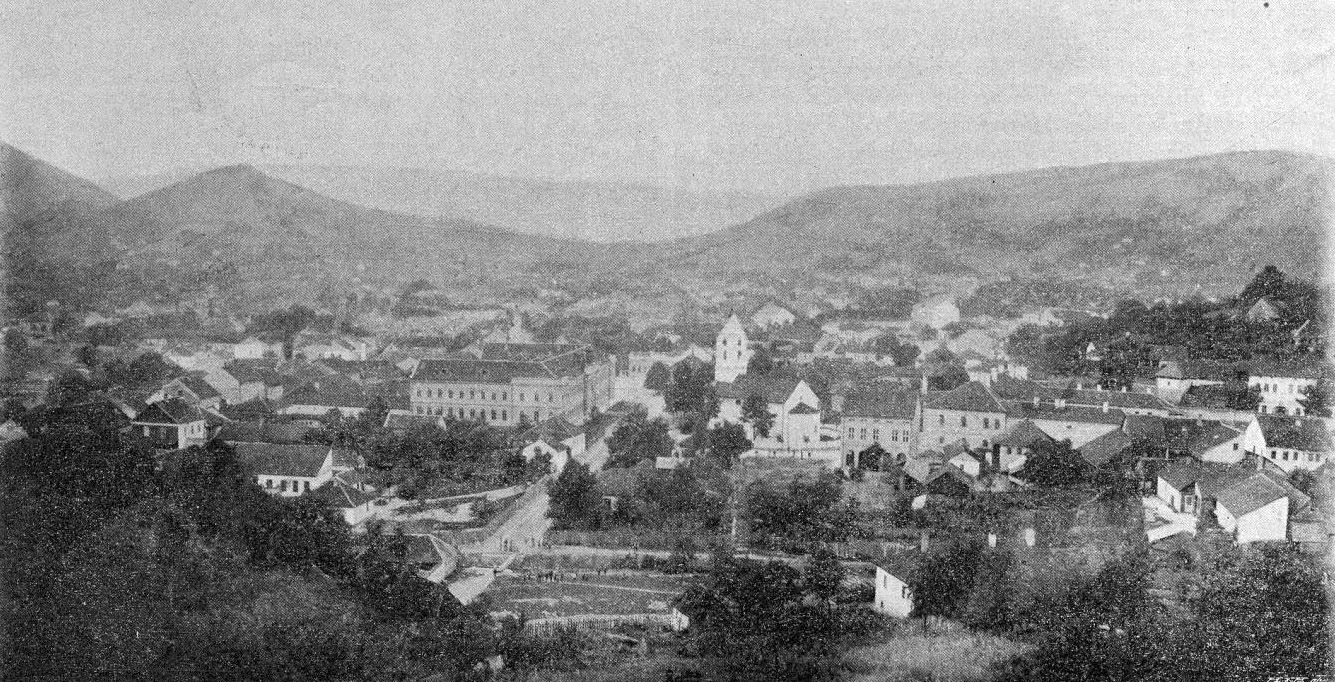
Užice în anii 1890.

Užice a fost primul oraș din Serbia cu o centrală hidroelectrică de curent alternativ. A fost construită pe râul Đetinja în 1900. 

### Al doilea război mondial

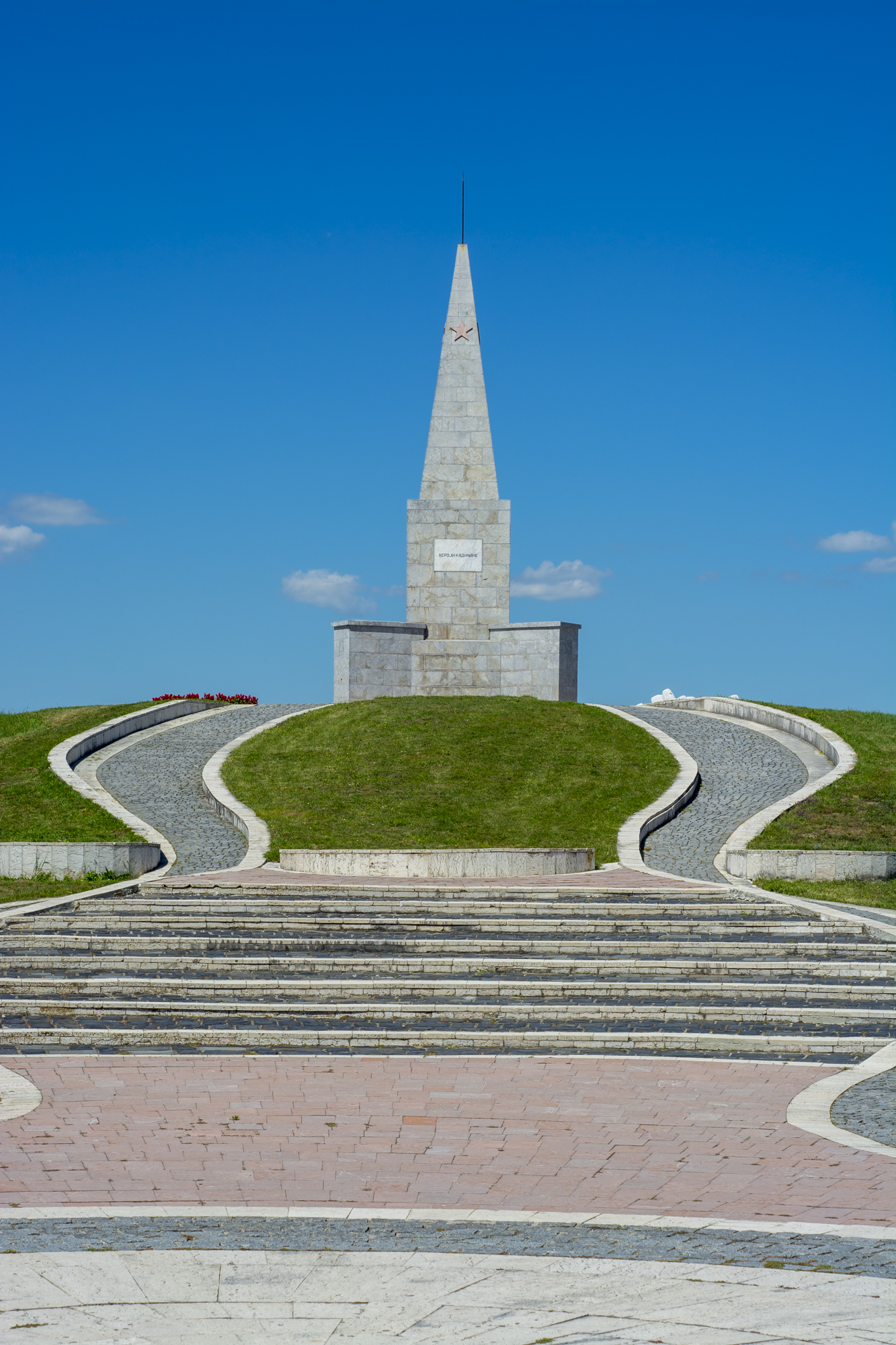
Monumentul partizanilor căzuți, Kadinjača.

În 1941, după ocupația nazistă, Užice a fost eliberat de partizanii iugoslavi, care l-au numit capitală a Republicii de la Užice. Această republică a fost un mini-stat militar de scurtă durată care a existat în toamna anului 1941 în partea de vest a Serbiei ocupate de naziști. 
Republica de la Užice a cuprins cea mai mare parte din vestul Serbiei, cu o populație de peste 300.000 de oameni. Acesta a fost situatî între râul Skrapež în nord, râul Drina în vest, râul Velika Morava în est și râul Uvac în sud. 
În noiembrie 1941, armata germană (Wehrmacht) a reocupat acest teritoriu, iar majoritatea forțelor de partizani au fugit în Bosnia, Sandžak și Muntenegru. 

### Era iugoslavă

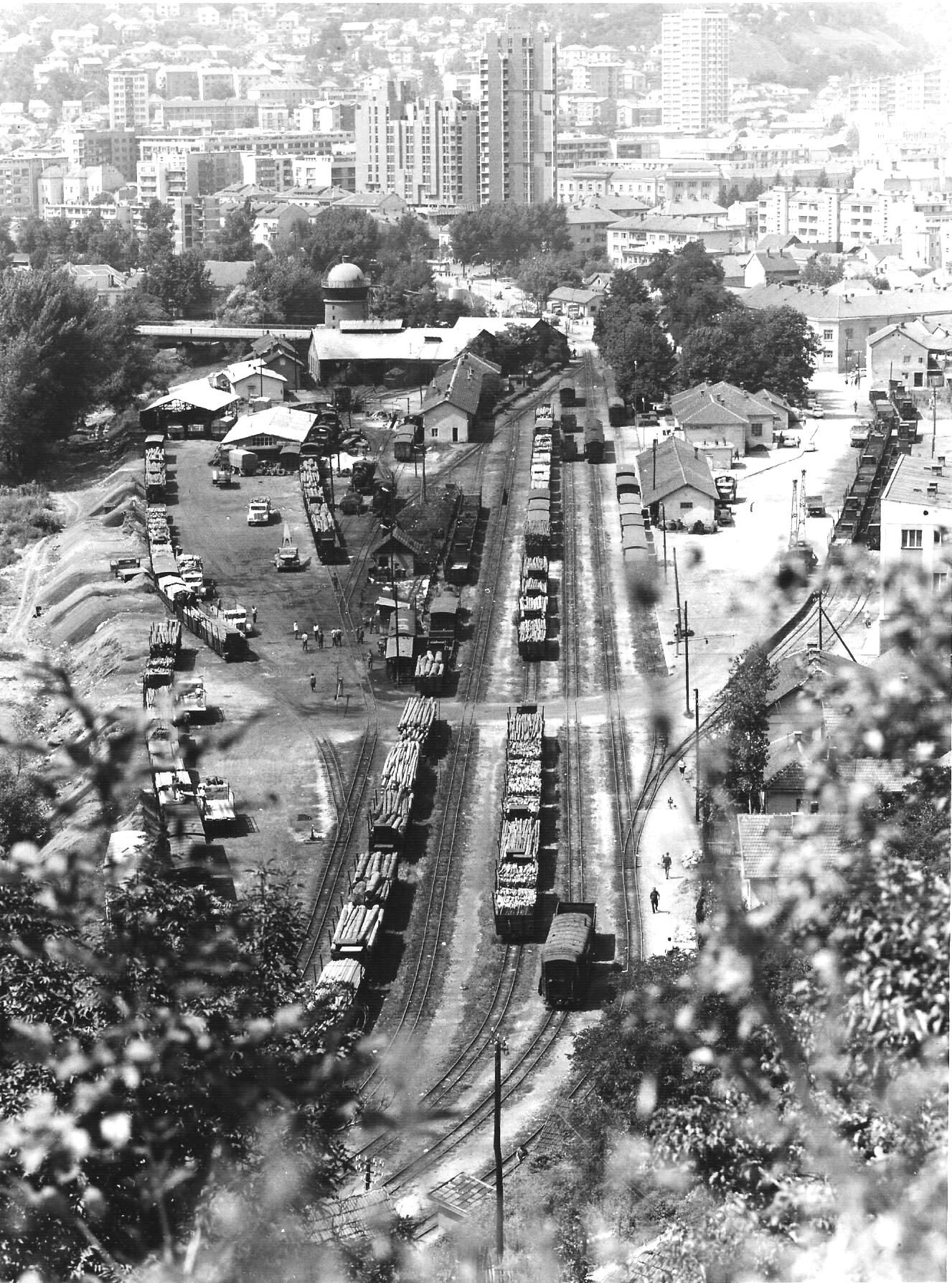
Gara din anii 1970

În fosta Iugoslavie (instituită după al doilea război mondial ), Užice a fost redenumit „Titovo Užice” (Титово Ужице ). Din 1992, în urma prăbușirii administrației pro-comuniste, cuvântul „Titovo” (adică Tito) a fost eliminat, rămânând  numele original al orașului Užice. A fost unul dintre cele opt orașe redenumite după Tito din Iugoslavia. Datorită faptului că a fost numit după „Tito” și a sistemului comunist de planificare centralizată, Užice a primit investiții semnificative în infrastructură și fabrici locale, ceea ce a făcut ca orașul să fie unul dintre cele mai puternice dezvoltate pentru dimensiunea sa din fosta Iugoslavie. În urma dezbinării regiunii, toate orașele au renunțat la titlul „Titove”. 

### Anii 1990
În timpul anilor 1990, economia orașului Užice s-a redus rapid din cauza războiului și a instabilității din regiune. 
În 1999, orașul a fost bombardat de mai multe ori în timpul operațiunii Forțele Aliate. Bombardamentul la scară mai mare a avut loc la 6 mai 1999, când forțele NATO au bombardat multe drumuri și autostrăzi, aeroportul, clădirilule civile și clădirile guvernamentale. După aceea, mii de oameni s-au adunat în piața principală a orașului pentru a protesta împotriva bombardamentelor și distrugerii orașului și a uciderilor de civili. 

## Geografie

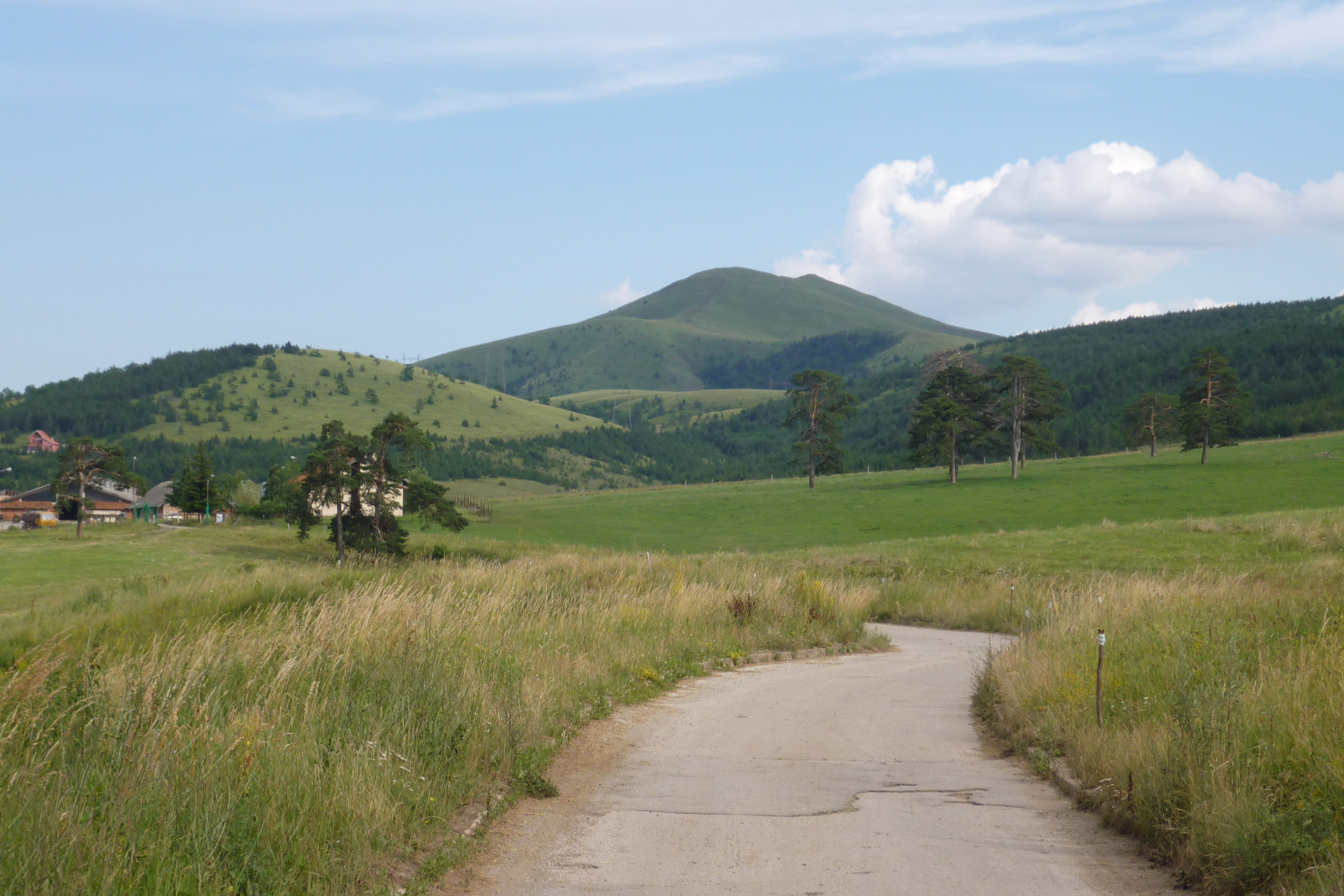
Muntele Zlatibor

Užice se află la 411 metri (1.348 ft) deasupra nivelului mării, pe ambele părți ale râului Đetinja. Orașul este înconjurat complet de Alpii Dinarici. La 25 kilometri (16 mi) sud de oraș se află Zlatibor, o regiune montană cu o lungă tradiție a turismului.
La vest de oraș se află muntele Tara, precum și prelungirea sa spre vest, muntele Zvijezda. Împreună, formează Parcul Național Tara, care are o suprafață de 220 kilometri pătrați (85 mi2). 
Calea ferată Belgrad-Bar trece prin Užice și leagă orașul atât cu partea de nord a Serbiei, cât și cu coasta Muntenegrului. Užice are o infrastructură de transport destul de dezvoltată, conectată cu zonele înconjurătoare prin drumuri de stat de ordinul întâi. 

### Climat
Užice are un climat continental umed (clasificarea climatică Köppen: Dfb) care se apropie de climatul oceanic (clasificarea climei Köppen: Cfb). 
| Date climatice pentru Užice | Date climatice pentru Užice | Date climatice pentru Užice | Date climatice pentru Užice | Date climatice pentru Užice | Date climatice pentru Užice | Date climatice pentru Užice | Date climatice pentru Užice | Date climatice pentru Užice | Date climatice pentru Užice | Date climatice pentru Užice | Date climatice pentru Užice | Date climatice pentru Užice | Date climatice pentru Užice |
| Luna                        | Ian                         | Feb                         | Mar                         | Apr                         | Mai                         | Iun                         | Iul                         | Aug                         | Sep                         | Oct                         | Nov                         | Dec                         | Anual                       |
| --------------------------- | --------------------------- | --------------------------- | --------------------------- | --------------------------- | --------------------------- | --------------------------- | --------------------------- | --------------------------- | --------------------------- | --------------------------- | --------------------------- | --------------------------- | --------------------------- |
| Maxima medie °C (°F)        | 3.4 (38,1)                  | 6.3 (43,3)                  | 11.6 (52,9)                 | 15.3 (59,5)                 | 20.1 (68,2)                 | 23.6 (74,5)                 | 25.8 (78,4)                 | 26.1 (79)                   | 22.6 (72,7)                 | 17.2 (63)                   | 9.6 (49,3)                  | 5.0 (41)                    | 15,55 (59,99)               |
| Media zilnică °C (°F)       | −0.3 (31,5)                 | 2.2 (36)                    | 6.5 (43,7)                  | 10.0 (50)                   | 14.6 (58,3)                 | 18.1 (64,6)                 | 19.9 (67,8)                 | 19.9 (67,8)                 | 16.6 (61,9)                 | 11.8 (53,2)                 | 5.7 (42,3)                  | 1.7 (35,1)                  | 10,56 (51)                  |
| Minima medie °C (°F)        | −3.9 (25)                   | −1.8 (28,8)                 | 1.4 (34,5)                  | 4.7 (40,5)                  | 9.2 (48,6)                  | 12.6 (54,7)                 | 14.1 (57,4)                 | 13.8 (56,8)                 | 10.6 (51,1)                 | 6.5 (43,7)                  | 1.8 (35,2)                  | −1.6 (29,1)                 | 5,62 (42,11)                |
| Precipitații mm (inches)    | 66 (2.6)                    | 61 (2.4)                    | 60 (2.36)                   | 72 (2.83)                   | 92 (3.62)                   | 91 (3.58)                   | 80 (3.15)                   | 66 (2.6)                    | 71 (2.8)                    | 72 (2.83)                   | 85 (3.35)                   | 80 (3.15)                   | 896 (35,28)                 |
| Sursă: Climate-Data.org     |                             |                             |                             |                             |                             |                             |                             |                             |                             |                             |                             |                             |                             |

## Date demografice
Conform rezultatelor recensământului din 2011, Užice a avut o populație totală de 78.040 de locuitori. 

### Grupuri etnice
Compoziția etnică a orașului este următoarea:
| Grup etnic   | Populație |
| ------------ | --------- |
| sârbi        | 76089     |
| muntenegreni | 144       |
| iugoslavi    | 80        |
| rromi        | 70        |
| croați       | 69        |
| Alții        | 1588      |
| Total        | 78040     |

## Comune și așezări
Comunele orașului
Orașul Užice este format din două comune municipale: Užice și Sevojno. În 2013, a fost înființată comuna municipală Sevojno, situată la 5 kilometri (3,1 mi) est de Užice.  În 2011, comuna a avut 78.040  de locuitori, din care 7.101 de locuitori au locuit în orașul Užice. 
Așezări
Lista așezărilor din comuna Užice (populația de la recensământul din 2011, apare între paranteze):  
| - Bioska (422) - Bjelotići (185) - Buar (1082) - Vitasi (179) - Volujac (922) - Vrutci (138) - Gorjani (653) - Gostinica (557) - Gubin Do (377) - Dobrodo (232) - Drežnik (639) - Drijetanj (1316) - Duboko (848) | - Zbojštica (167) - Zlakusa (671) - Kamenica (220) - Karan (516) - Kačer (531) - Keserovina (452) - Kotroman (123) - Krvavci (245) - Kremna (665) - Kršanje (108) - Lelići (328) - Ljubanje (787) - Mokra Gora (549) | - Nikojevići (366) - Panjak (84) - Pară (370) - Ponikovica (320) - Potočanje (509) - Potpeće (483) - Ravni (465) - Raduša (375) - Ribaševina (378) - Skržuti (551) - Stapari (877) - Strmac (225) - Trnava (378) |

## Economie
Užice a fost istoric un oraș relativ bine dezvoltat. În 1981, PIB-ul orașului Užice pe cap de locuitor a fost de 157% din media iugoslavă. În 1990, Užice a avut 17.000 de lucrători producători; începând cu 2018, numărul lucrătorilor din industria prelucrătoare a fost în jur de 7.000. Printre marile companii care nu au supraviețuit sancțiunilor internaționale ale Serbiei din anii 1990 și nu au supraviețuit tranziției economice în urma destrămării Iugoslaviei se numără producătorii de textile „Froteks” și „Desa Petronijević”, lanțul de piață „Gradina”, editura „Dimitrije Tucović”, compania de transport „Raketa”, și alte companii producătoare precum „Fasau”, „Kotroman” și „Tvrdi Metal”. 
Cu toate acestea, orașul modern are o industrie în dezvoltare a produselor textile, a pielii, de mașini și metalurgie. Majoritatea companiilor au fabrici la marginea orașului datorită conexiunilor de comunicare bune, având în vedere apropierea de autostrada principală, calea ferată și aeroport. Aeroportul Ponikve este în prezent în curs de reconstrucție și, în consecință, companiile aeriene de marfă îl vor folosi în mare parte pentru transportul de mărfuri. Conducerea aeroportului a confirmat interesul pentru companiile aeriene low cost, programate și charter. 
În septembrie 2017, Užice era una dintre cele 14 zone economice libere care au fost stabilite în Serbia.
Începând cu anul 2018, cele mai mari companii care operează în orașul Užice sunt Prvi Partizan (muniție), Impol Seval Sevojno (fabrica de aluminiu), Valjaonica bakra Sevojno (fabrica de cupru), MPP Jedinstvo Sevojno (construcții) și Putevi Užice (construcții). 
Următorul tabel oferă o previzualizare a numărului total de persoane înregistrate angajate de persoane juridice după activitatea lor principală (în 2019): 
| Activitate                                                                     | Total |
| ------------------------------------------------------------------------------ | ----- |
| Agricultură, silvicultură și pescuit                                           | 128   |
| Minerit si cariere                                                             | 74    |
| Fabricație                                                                     | 7209  |
| Alimentare cu energie electrică, gaz, abur și aer condiționat                  | 264   |
| Rezerva de apa; activități de canalizare, gestionare și remediere a deșeurilor | 484   |
| Constructie                                                                    | 1302  |
| Comerț cu ridicata și cu amănuntul, reparații de autovehicule și motociclete   | 3095  |
| Transport și depozitare                                                        | 1487  |
| Cazare și servicii alimentare                                                  | 1093  |
| Informatie si comunicare                                                       | 370   |
| Activități financiare și de asigurare                                          | 420   |
| Activități imobiliare                                                          | 6     |
| Activități profesionale, științifice și tehnice                                | 768   |
| Activități de servicii administrative și de asistență                          | 560   |
| Administrație publică și apărare; securitate socială obligatorie               | 1502  |
| Educație                                                                       | 1,401 |
| Sănătate umană și activități de muncă socială                                  | 2370  |
| Arte, divertisment și recreere                                                 | 364   |
| Alte activități de servicii                                                    | 463   |
| Muncitori agricoli individuali                                                 | 256   |
| Total                                                                          | 23358 |

## Societate și cultură
Biblioteca și teatrul se află în piața principală din centrul orașului. De asemenea, sunt situate în zonă agențiile de ziare, posturile de radio și televiziune și tipografii. Galeria orașului se află în zonele mai joase din Pașinovac, cea mai veche zonă a orașului. Muzeul național conține comorile culturale și istorice ale orașului și, cu expozițiile sale, prezintă secolele istoriei bogate ale orașului Užice. Este situat pe partea de est a străzii principale a orașului. 
Gimnaziul din Užice este una dintre cele mai vechi instituții de învățământ secundar din Serbia. În afară de gimnaziu, există și alte școli primare și gimnaziale și facultăți situate în Užice. 
Milutin Uskoković, scriitor din Užice, a fost descris ca autorul primului roman modern din Serbia. 
Localnicii, Užicani (în sârbă Ужичани, Užičani), au propriul costum tradițional și muzică populară; al cărei sunet este tranzitoriu între muzica din Šumadija (Serbia centrală) și cea din Bosnia și Herțegovina. Ei vorbesc într-un dialect uzican (užički govor). 

### Arhitectură
Unele clădiri distincte din Užice sunt: 
- Orașul Vechi - fortăreața, cetate din secolul al XIV-lea
- Catedrala Sf. Gheorghe
- Biserica Sf. Marks
- Biserica Albă, Karan
- Clădirea Orașului Užice
- Užička gimnazija (Gimnaziul Užican)
- Jokanovića kuća (Casa Jokanovićs, una dintre cele mai vechi clădiri din Užice)
- Mănăstirea Uvac

### Mass-media
Užice se transformă în centrul media regional din vestul Serbiei. 
- Posturi TV: TV5 Užice
- Posturi de radio: Radio Užice, Radio 31, Radio Luna, Radio San
- Ziare: Vesti, Užička nedelja

## Relații internaționale

### Orașe gemene / orașe surori
Užice este înfrățit cu: 
- Cassino, Italia
- Kursk, Rusia
- Veria, Grecia
- Ljutomer, Slovenia
- Harbin, China (2018)[13]

## Personalități născute aici
- Ljubomir Stojanović (1860 - 1930), politician, filolog, academician sârb;
- Andrija Zlatić (n. 1978), trăgător de tir;
- Nemanja Vidić (n. 1981), fotbalist;
- Ivan Petrović (n. 1986), fotbalist;
- Bogdan Planić (n. 1992), fotbalist.